# グレーブス・アースキン
グレーブス・ブランチャード・アースキン（Graves Blanchard Erskine、1897年6月28日 - 1973年5月21日）は、アメリカの海兵隊員。第二次世界大戦中の硫黄島の戦いにおける第3海兵師団長として特にその名を知られる。最終階級は海兵隊大将。

## 経歴

### 生い立ち
1897年、ルイジアナ州コロンビアに生まれる。高校卒業時には卒業生総代（Valedictorian）を務めた。1912年秋にルイジアナ州立大学に入学し、同じ時期にルイジアナ州兵に入隊している。1916年より州兵としてメキシコ国境に派遣されている。1917年5月21日、海兵隊予備役（U.S. Marine Corps Reserve）入隊。同年6月、ルイジアナ州立大学卒業。

### 軍歴
大学卒業後、海兵隊入営。1917年7月5日、海兵隊少尉任官。

#### 第一次世界大戦
1918年1月、第6海兵連隊所属の小隊長としてフランス戦線に派遣される。同年7月のシャトー＝ティエリの戦いにも参加して負傷しているが、以後もベローウッドの戦い、ブレッシュの戦い、ソワソンの戦いなどの戦闘に参加した。1918年9月のサンミエルの戦いで重傷をおった彼は10月までに米本土の病院へ送還され、9つの手術を受け、1年間の入院生活を余儀なくされた。
大戦における戦功から、彼は銀星章を受章している。また彼の所属した第6連隊はフランスにより戦功十字章（Croix de Guerre）を3度授与されており、グレーブスを含む第6連隊の将兵はフラジェール（Fourragère）と呼ばれる飾緒状の記章を着用する事が認められた。
その後、ミズーリ州カンザスシティの徴募事務所、在ハイチの第1臨時海兵旅団、巡洋艦USSオリンピア搭乗部隊、在サントドミンゴの第2海兵旅団などに勤務する。1924年9月、バージニア州クアンティコの海兵隊兵舎で需品部長（Depot Quartermaster）となる。その後、ジョージア州フォート・ベニングの陸軍歩兵学校を卒業し、クアンティコ海兵隊学校の教官となった。
1928年3月、彼は第2海兵旅団およびニカラグア国家警備隊分遣隊の隊員としてニカラグアに派遣され、その後2年間勤務した。この期間中、彼は大統領警護隊の組織を行ったほか、当時の大統領ホセ・マリア・モンカダ・タピアの顧問兼護衛を務めた。また国家警備隊の部隊を率いてニカラグア北部における山賊討伐作戦の指揮をとった。
帰国後、基本術科学校の教官を務めた後、指揮幕僚学校（Command and General Staff School）を卒業し、クアンティコの海兵隊学校にて教官として配属された。1935年1月から1937年5月まで中華民国・北平にある在中アメリカ大使館付き海兵分遣隊の一員として勤務。1937年6月から再び海兵隊学校に勤務。1940年、第5海兵連隊の監督将校（Executive Officer）としてクアンティコおよびグァンタナモ基地に勤務した。

#### 第二次世界大戦
第二次世界大戦の勃発時、彼は大西洋艦隊水陸両用隊（Amphibious Force, Atlantic Fleet）の参謀長だった。1942年9月、太平洋艦隊水陸両用軍団（Amphibious Corps, Pacific Fleet）の参謀長となる。1943年7月から8月にかけて、アラスカ・アリューシャン列島にてアッツ島およびキスカ島への侵攻に備えた演習および訓練・作戦立案等を行った。この直後、彼は第5水陸両用軍団の参謀長に就任し、太平洋戦線に送られた。1943年11月、准将に昇進すると共に第5水陸両用軍団の副司令となる。クワジェリン、サイパン、テニアンの戦いにおける戦功により、2つのレジオン・オブ・メリットを受章しており、また両方ともにVデバイスが付されている。マリアナ方面侵攻の折には太平洋東部海兵隊（East Marine Force, Pacific）の参謀長を務めている。
マリアナ方面作戦完了の後、1944年9月には少将に昇進。その1か月後には第3海兵師団の師団長に就任。同師団は硫黄島の戦いに参加し、大統領殊勲部隊章を受章している。また、彼自身も海軍殊勲章を受章している。

#### 戦後

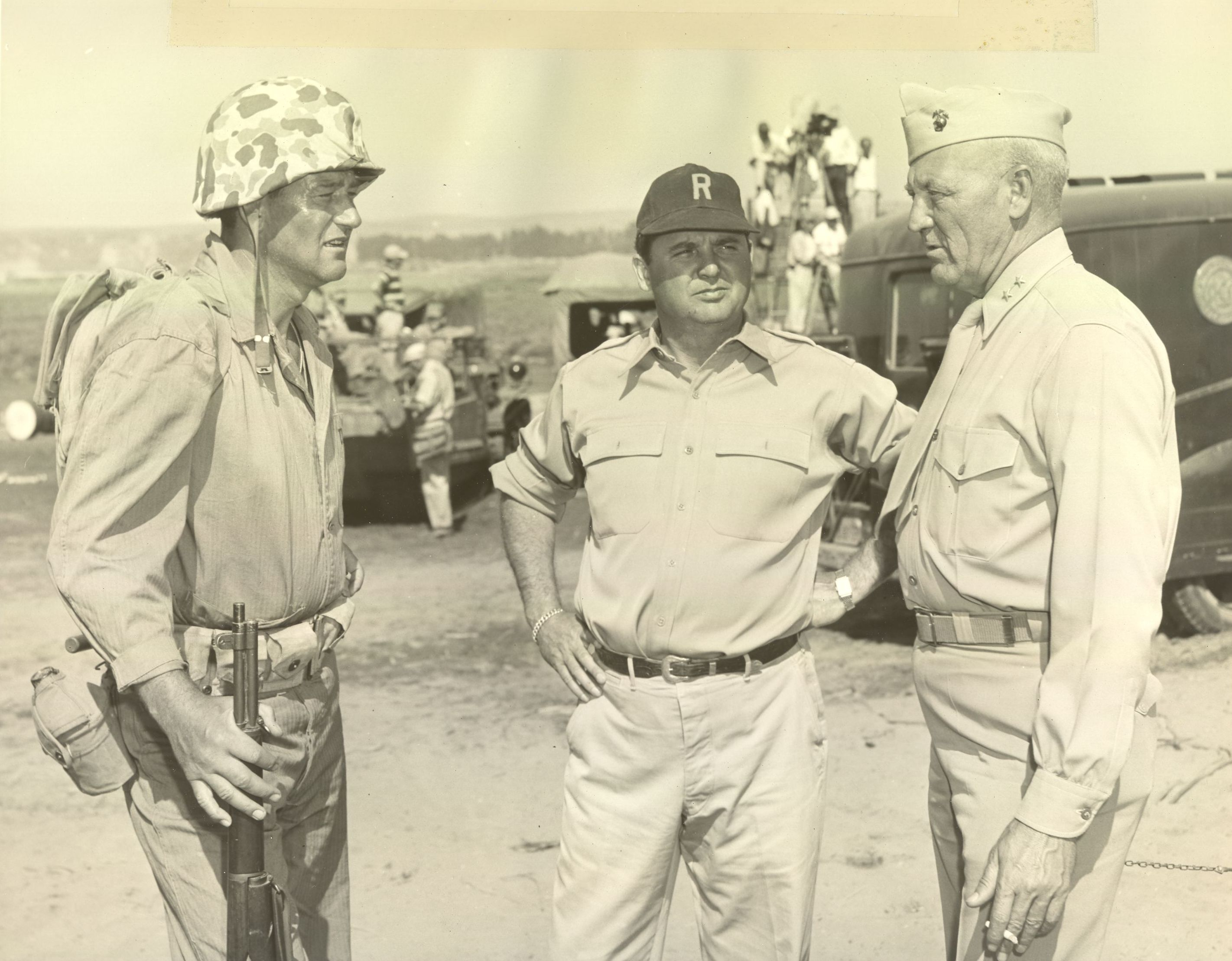
映画『硫黄島の砂』の撮影にアドバイザーとして参加したアースキン（右）と、海兵隊員に扮したジョン・ウェイン（左）。

終戦後、アースキンは第3海兵師団長としてグアムに駐在し、海兵隊員に対する職業訓練および就職先の斡旋などの復員支援の指揮を執った。
1945年10月、アースキンはワシントンに送られ、特別の連邦議会法に基いて設置された再訓練・再雇用管理局（Retraining and Reemployment Administration, RRA）の局長に任命された。1947年6月、キャンプ・ペンドルトンの訓練・再配置コマンド（Marine Training and Replacement Command）に移る。それから1か月後、中国方面から米本土に帰還した第1海兵師団の師団長に就任し、これと共にキャンプ・ペンドルトンの基地司令の職も受け継いでいる。1949年5月より太平洋艦隊海兵隊副司令の職も兼任している。
この時期、エルトロ海兵隊飛行場所属の海兵隊航空部隊は第1海兵師団の一部として運用されており、朝鮮戦争が始まると共に朝鮮半島へと派遣された。
1950年6月、国防総省はアースキンを東南アジア合同地域防衛相互防衛援助調査任務軍事部門（Military Group, Joint State-Defense Mutual Defense Assistance Program Survey Mission to Southeast Asia）なる部局の長に任命した。彼はこの任務の一環として、フィリピン、仏領インドシナ、マレー、タイ、インドネシアなどを訪問した。1950年12月にこの任務が完了すると、アースキンは太平洋部（Department of the Pacific）の指揮官に就任。彼はまた西部海岸区諮問群（Advisory Group, Western Sea Frontier）の一員であり、同区海兵隊緊急展開部隊（Marine Corps Emergency Forces）の指揮官も兼任していた。
1951年7月、中将に昇進し大西洋艦隊海兵隊（Fleet Marine Force, Atlantic）の司令官に就任。
1953年7月1日、海兵隊を退役する。この際、彼の英雄的な戦功を称えて大将への昇進が行われた。

#### 国防総省
1953年6月より国防長官補佐たる特殊作戦部長（Director of Special Operations）として国防総省に勤務し、1961年10月31日まで務めた。

### 死去
1973年5月21日、アースキンはメリーランド州ベゼスタにて死去し、アーリントン国立墓地に葬られた。

## 栄典
アースキンは以下の勲章等を受章している。 
| V · Gold star           |             |             |                                                       |
| Bronze oak leaf cluster | Bronze star | Bronze star | Bronze star · Bronze star · Bronze star               |
|                         | Bronze star |             | Bronze star · Bronze star · Bronze star · Bronze star |
|                         |             |             |                                                       |

| 1段目 | 海軍殊勲章               | 海軍殊勲章               | 海軍殊勲章               | 海軍殊勲章               | 海軍殊勲章           | 海軍殊勲章           | 銀星章               | 銀星章               | 銀星章                             | 銀星章                             | 銀星章                             | レジオン・オブ・メリット           | レジオン・オブ・メリット   | レジオン・オブ・メリット   | レジオン・オブ・メリット   | レジオン・オブ・メリット   | レジオン・オブ・メリット | レジオン・オブ・メリット |
| 2段目 | 名誉戦傷章               | 名誉戦傷章               | 名誉戦傷章               | 名誉戦傷章               | 大統領殊勲部隊章     | 大統領殊勲部隊章     | 大統領殊勲部隊章     | 大統領殊勲部隊章     | 海兵隊遠征メダル                   | 海兵隊遠征メダル                   | 海兵隊遠征メダル                   | 海兵隊遠征メダル                   | 第一次世界大戦戦勝記念章   | 第一次世界大戦戦勝記念章   | 第一次世界大戦戦勝記念章   | 第一次世界大戦戦勝記念章   |                          |                          |
| 3段目 | ニカラグア戦線記念記章   | ニカラグア戦線記念記章   | ニカラグア戦線記念記章   | ニカラグア戦線記念記章   | アメリカ防衛従軍記章 | アメリカ防衛従軍記章 | アメリカ防衛従軍記章 | アメリカ防衛従軍記章 | アメリカ従軍記章                   | アメリカ従軍記章                   | アメリカ従軍記章                   | アメリカ従軍記章                   | アジア・太平洋戦線記念記章 | アジア・太平洋戦線記念記章 | アジア・太平洋戦線記念記章 | アジア・太平洋戦線記念記章 |                          |                          |
| 4段目 | 第二次世界大戦戦勝記念章 | 第二次世界大戦戦勝記念章 | 第二次世界大戦戦勝記念章 | 第二次世界大戦戦勝記念章 | 国土防衛従軍章       | 国土防衛従軍章       | 国土防衛従軍章       | 国土防衛従軍章       | ニカラグア・メダル・オブ・メリット | ニカラグア・メダル・オブ・メリット | ニカラグア・メダル・オブ・メリット | ニカラグア・メダル・オブ・メリット | 白象勲章大十字騎士章       | 白象勲章大十字騎士章       | 白象勲章大十字騎士章       | 白象勲章大十字騎士章       |                          |                          |

- リチャード・バード提督は最後の南極大陸探検の折、アースキンの名に因むアースキン・アイスポート（英語版）を設置した。
- チェロキー族の名誉酋長（Honorary Chieftain）。
- ケンタッキー・カーネル。